# Pomněnka alpská
Pomněnka alpská (Myosotis alpestris) je vysokohorským druhem pomněnek, který roste v horách Evropy, Asie a Severní Ameriky, a to ve výškách 1300 až 3000 m n. m.
Rychle rostoucí dvouletá až víceletá rostlina vhodná pro záhonové výsadby, na obruby i do okenních truhlíků. Dobře roste na výsluní i v polostínu, vyžaduje však humózní, mírně vlhkou půdu.